# Menguneng
Menguneng is een bestuurslaag in het regentschap Batang van de provincie Midden-Java, Indonesië. Menguneng telt 2721 inwoners (volkstelling 2010).